# کلوانژ
کلوانژ (به فرانسوی: Clouange) یک کمون در فرانسه است که در Canton of Moyeuvre-Grande واقع شده‌است.

## خصوصیات
کلوانژ ۳٫۰۱ کیلومترمربع مساحت و ۳٬۸۴۶ نفر جمعیت دارد و ۲۰۰ متر بالاتر از سطح دریا واقع شده‌است.